# Новые Санжары (медицинский центр)
«Новые Санжары» — медицинский центр Национальной гвардии Украины, расположенный в Полтавской области в поселке городского типа Новые Санжары . Создан 5 декабря 1945 как военный санаторий Вооруженных сил СССР. Современное название — с 20 июня 2001 года.

## Предыстория
К 1917 году часть территории нынешнего медицинского центра (в частности, той, где расположены управления, бювет, лечебный корпус, прачечная) принадлежала помещику Перцову. В 1933 году здесь организовали дом отдыха Харьковского областного здравотдела. В 1938—1941 годах здесь размещалось военное оздоровительное учреждение Калининского военного округа, в котором с июля по сентябрь отдыхали экипажи дальней авиации.
Остальная территория, где сейчас расположены спальный корпус, столовая, ЛФК, в 1933—1941 принадлежала пионерскому лагерю Харьковского областного здравотдела. После освобождения Новых Санжар от немецко-фашистских захватчиков в домах, расположенных в названных выше территориях, был эвакогоспиталь, где лечили раненых советских воинов и американских пилотов, которые базировались на Полтавском аэродроме в подразделениях дальней авиации. Неподалеку от нынешней турбазы, на территории, принадлежащей ныне медицинскому центру, было кладбище с могилами американских пилотов. В 1965 году их останки родственники перевезли в США.

## Санаторий
5 декабря 1945 года приказом Генерального штаба Вооруженных Сил СССР на базе эвакогоспиталя № 1145 был создан военный санаторий Вооруженных сил СССР. Такое название санатория сохранялось до 1957 года. Затем четыре года он назывался центральным военным санаторием Министерства обороны СССР. После этого три десятилетия это был окружной Новосанжарский санаторий Киевского военного округа.

## В независимой Украине
За годы независимости Украины трижды менялось название санатория:
- Новосанжарский военный санаторий Министерства обороны Украины;
- Новосанжарский военный санаторий внутренних войск Министерства внутренних дел Украины;
- С 20 июня 2001 года — медицинский центр внутренних войск Министерства внутренних дел Украины «Новые Санжары»;
- С 2014 года — медицинский центр Национальной гвардии Украины.

## Лечебная вода
Медицинский центр пользуется большим спросом на Украине из-за уникальных природных источников, в частности воды, относится к типу Ессентуки.
Данные о лечебных свойствах местной воды получены ещё в конце 19 века. В выводах местных земских врачей указано, что население значительно меньше, чем в других местах, болеет мочекаменной болезнью и это связано с употреблением минеральной воды.
Характеристика воды такова: низкая минерализация, щелочная реакция, наличие серной группы, микроэлементов железа, йода и брома, фтора . Именно эти свойства воды дают положительное воздействие на органы пищеварения, нарушения обмена веществ и эндокринную систему.
В 1961 году на территории медицинского центра была пробурена скважина минеральной воды глубиной 100 метров.

## События 20 февраля 2020 в связи с распространением коронавируса
В конце февраля 2020 года Правительство Украины приняло решение о размещении в медицинском центре на обсервацию граждан, эвакуированных из г. Ухань (КНР) в связи с распространением коронавирусной инфекции COVID-2019.
Решение вызвало протесты среди местного населения, обеспокоенного возможностью попадания инфекции за пределы медицинского центра .
20 февраля 2020 года протесты переросли в массовые беспорядки, которые вылились в блокирование протестующими подъездных в медицинскому центру дорог и прямому столкновению с правоохранителями. В город были стянуты дополнительные силы Нацгвардии.
В результате проведённых мероприятий, протест удалось локализовать, а эвакуированные из Китая граждане Украины были доставлены в медицинский центр для размещения на 2-недельную обсервацию..